# Nagykanizsa
Nagykanizsa er en by i det sydvestlige Ungarn med 42.502(2024) indbyggere. Byen ligger i provinsen Zala.